# Wielkopolski Ośrodek Kształcenia i Studiów Samorządowych
Wielkopolski Ośrodek Kształcenia i Studiów Samorządowych (WOKiSS) - stowarzyszenie powstałe w czerwcu 1990 roku. Zrzesza 248 gmin oraz 30 powiatów z terenu przede wszystkim Wielkopolski - jest największym regionalnym stowarzyszeniem samorządowym w Polsce. 
Celem stowarzyszenia jest wspieranie idei samorządu terytorialnego poprzez podejmowanie działań nakierowanych na przygotowanie kadr dla wspólnot samorządowych, umożliwianie podnoszenia kwalifikacji pracowników zatrudnionych w administracji samorządowej oraz działalność informacyjno-doradczą.
Oferuje usługi w ramach siedmiu programów:
- Edukacja Samorządowa (szkolenia bieżące, konferencje, seminaria, spotkania klubów zawodowych),
- Doradztwo Prawne (telefoniczne i bezpośrednie porady, opracowywanie opinii i ekspertyz prawnych dla samorządów),
- Program Informatyzacji Administracji Samorządowej  (szkolenia informatyczne, doradztwo, instalacje programów,..),
- Centrum Współpracy i Rozwoju (realizowane są zadania o charakterze doradczo-wdrożeniowym oraz działania dotyczące współpracy międzynarodowej Stowarzyszenia. CWR odpowiedzialne jest także za opracowywanie wniosków grantowych dla WOKiSS oraz realizację projektów dofinansowanych ze źródeł zewnętrznych),